# Pont-d'Héry
Pont-d'Héry é uma comuna francesa na região administrativa de Borgonha-Franco-Condado, no departamento de Jura. Estende-se por uma área de 13,54 km². Em 2010 a comuna tinha 239 habitantes (densidade: 17,7 hab./km²).